# نقشه گرمایی
نقشه گرمایی یا نقشه رنگی (به انگلیسی: Heat Map) یک نوع تصویرسازی از اطلاعات (Data Visualization) است که در آن مقدار هر خانه از ماتریس ورودی با یک رنگ نمایش داده‌می‌شود. معمولاً خانه‌هایی که دارای مقادیر بالایی هستند با رنگ‌های تیره‌تری نسب به خانه‌هایی که دارای مقادیر کمتری هستند به نمایش گذاشته می‌شوند. به‌طور معمول برای رنگ‌آمیزی نقشه رنگی برای هر مقدار از رنگی متفاوتی استفاده می‌کنند درحالی که محاسبه رنگ‌آمیزی با یک رنگ و شدت‌های مختلف آن ساده‌تر است. دلیل این امر تشخیص بهتر تفاوت رنگ‌های مختلف توسط چشم انسان است.

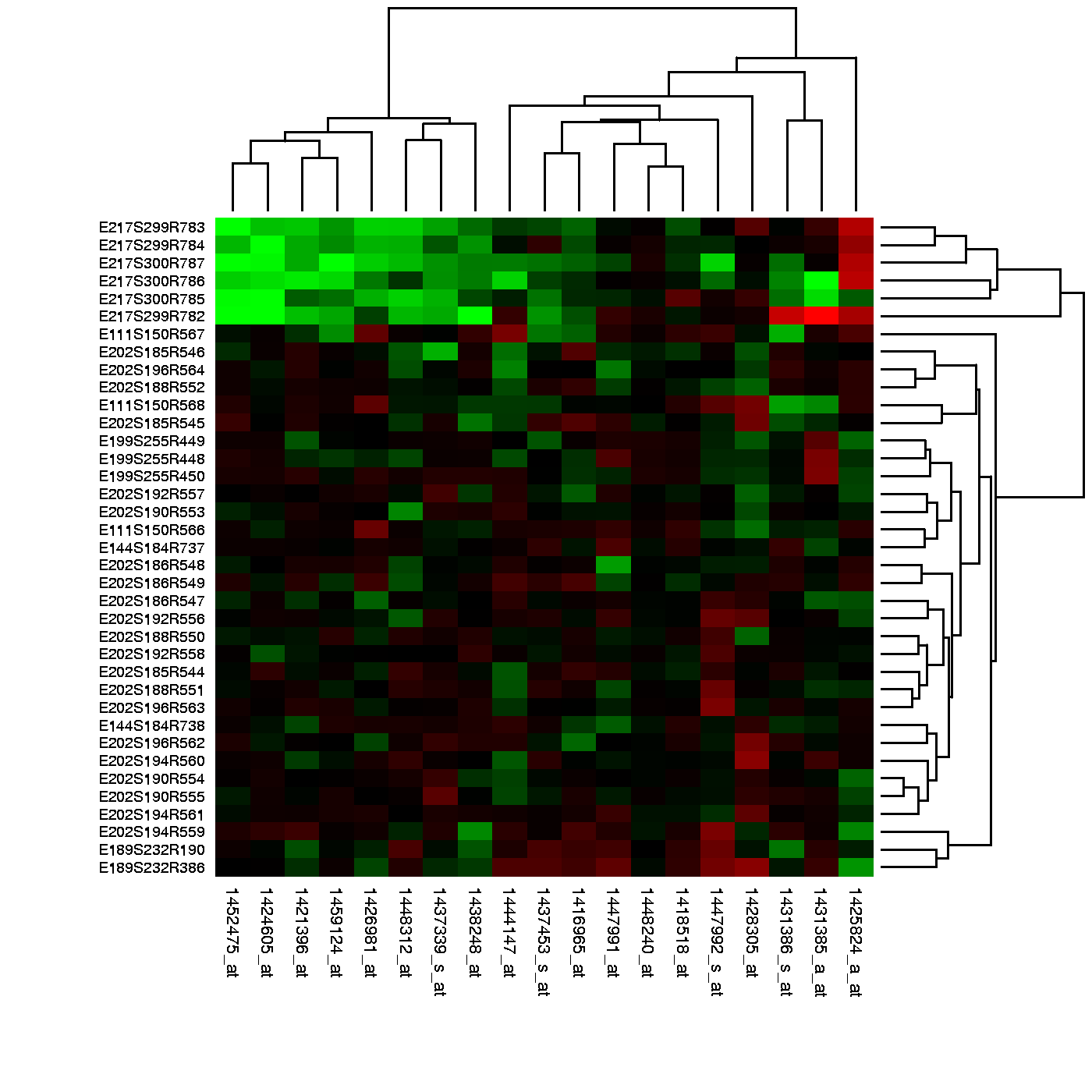
نقشه حرارتی تولید شده از ریزآرایه دی‌ان‌ای داده هایی که مقادیر بیان ژن را در شرایط مختلف منعکس می کنند

## تاریخچه
مفهوم نقشه رنگی برای اولین بار در سال ۱۹۹۱ توسط طراح نرم‌افزار Cormac Kinney برای نمایش به هنگام (real time) داده‌های بازارهای مالی معرفی شد.
ماهیت دوبعدی نقشه رنگی به خاطر به نمایش گذاشتن اطلاعات ماتریس می‌باشد. خانه‌هایی که دارای مقادیر بالایی هستند با رنگ‌های تیره‌تری نسب به خانه‌هایی که دارای مقادیر کمتری هستند به نمایش گذاشته می‌شوند.
در سال ۱۹۵۷ Sneath نتایج مربوط به خوشه‌بندی اطلاعات (Cluster_analysis)
را با استفاده از نقشه رنگی به نمایش درآورد.
ایده مربوط به ترکیب سطر و ستون‌های نقشه رنگی با درخت خوشه‌بندی اطلاعات در سال ۱۹۷۳ توسط Robert Ling مطرح شد. همچنین Leland Wilkinson در سال ۱۹۹۴ اولین برنامه کامپیوتری محاسبه نقشه رنگی خوشه‌بندی شده را توسعه داد.

## انواع

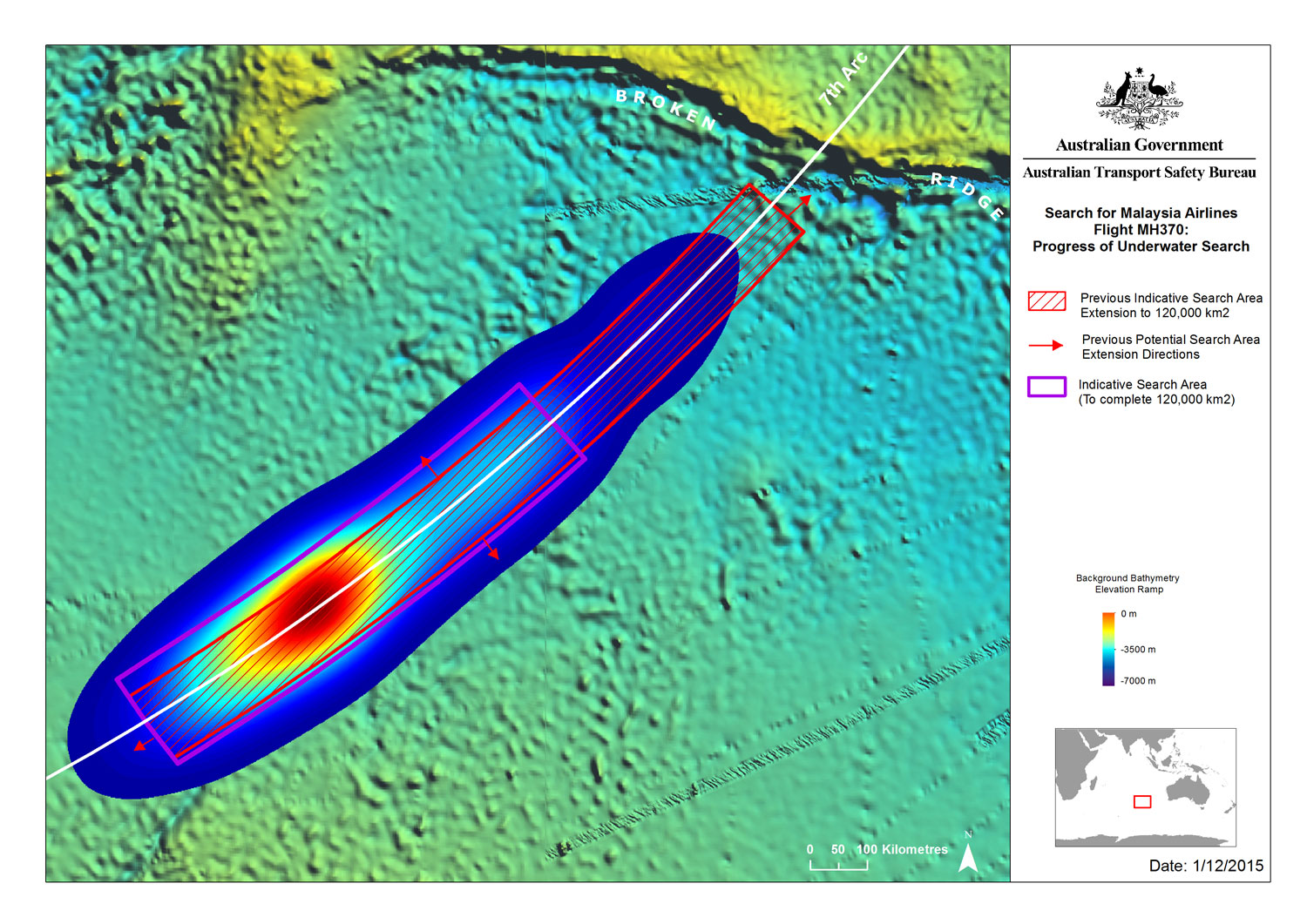
یک نقشه حرارتی، در بالای یک نقشه عمق سنجی رنگی، که مکان احتمالی گم شدن را نشان می دهد پرواز شماره ۳۷۰ هواپیمایی مالزی بر اساس تجزیه و تحلیل روش بیزی مسیرهای پرواز احتمالی هواپیما.

انواع مختلفی از نقشه رنگی وجود دارد که کاربردهای متفاوتی دارند. در زیر به معرفی برخی از آن‌ها می‌پردازیم:
- نقشه رنگی وب به منظور نمایش میزان توجه کاربران به قسمت‌های مختلف یک صفحه وب مورد استفاده قرار می‌گیرد.
- نقشه‌های رنگی در بیولوژی معمولاً برای نمایش سطح بیان ژن‌های مختلف در نمونه‌های قابل مقایسه استخراج شده از DNA_microarray استفاده می‌شوند.
- نقشهٔ سلسله مراتبی (TreeMap) یک تقسیم‌بندی دوبعدی سلسله‌مراتبی از اطلاعات را به نمایش می‌گذارد.

## مثال

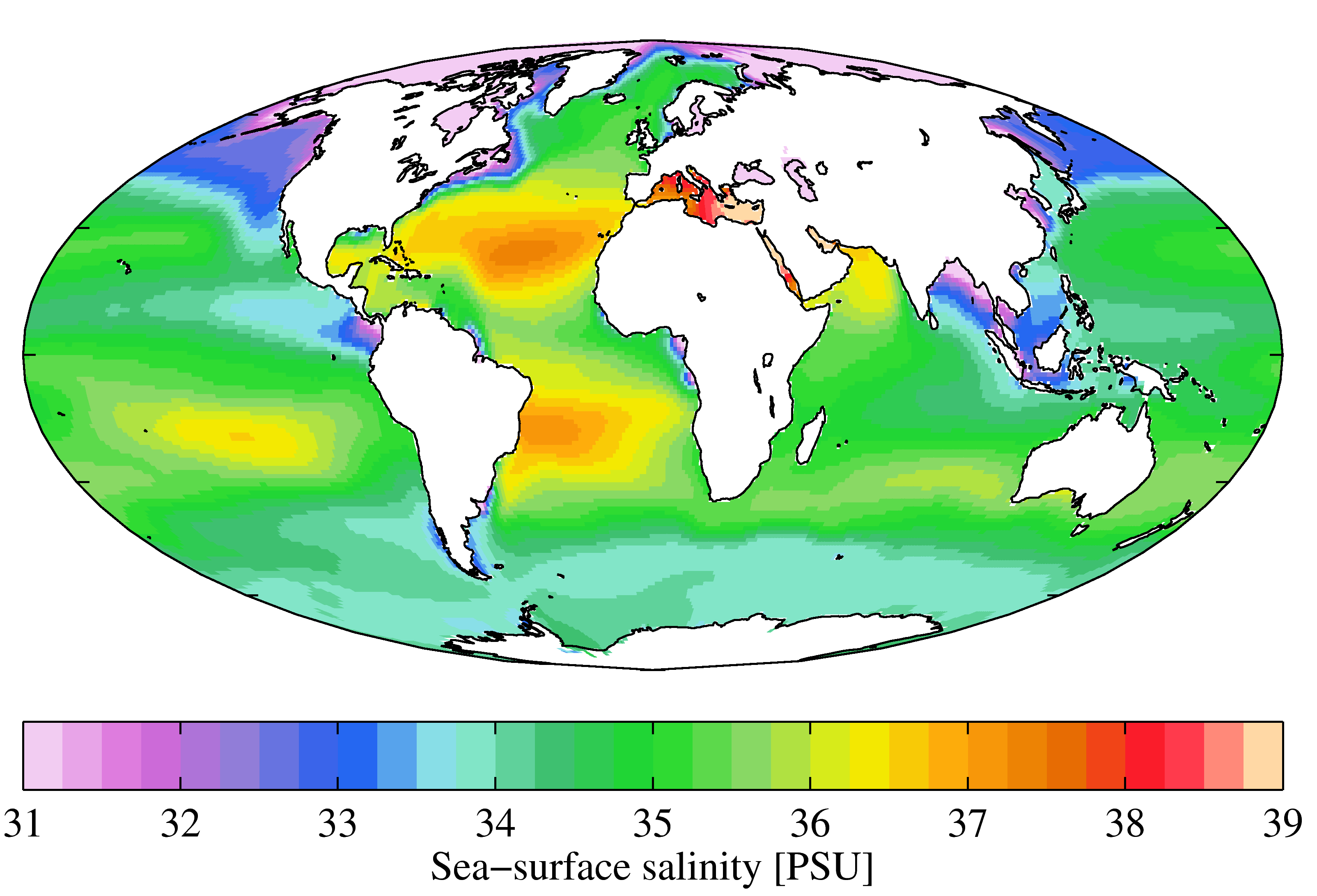
نقشه حرارتی جغرافیایی شوری اقیانوس، با استفاده از نقشه رنگی رنگین کمان
Lake effect snow - weather radar information is usually shown using a heatmap.
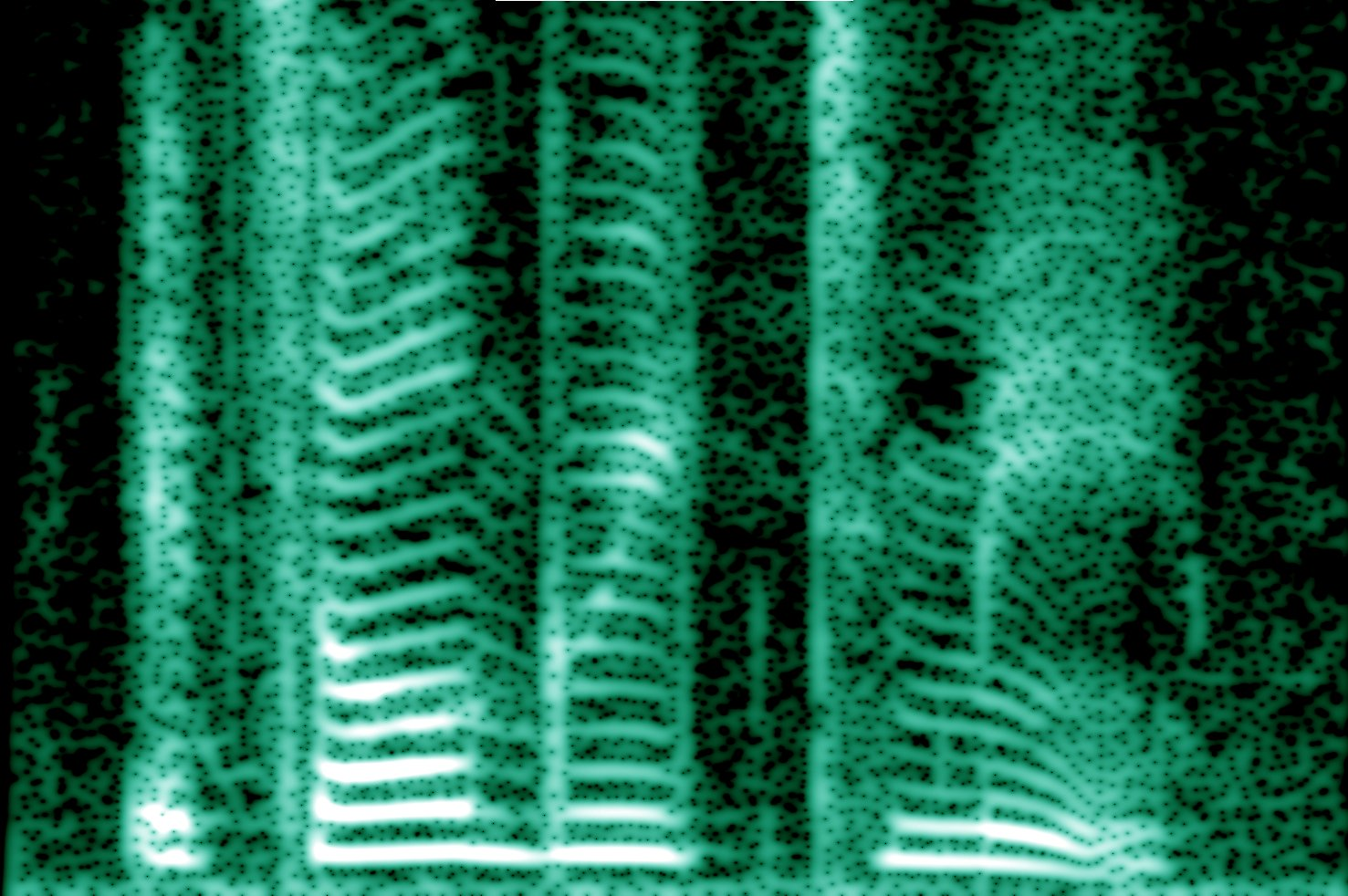
Human voice visualized with a spectrogram; a heat map representing the magnitude of the STFT.  An alternative visualization is the waterfall plot.
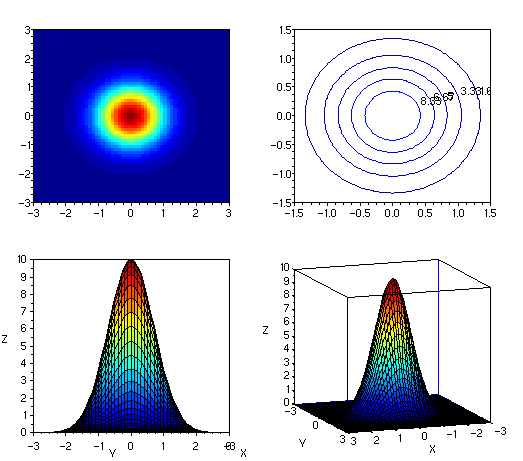
Example showing the relationships between a heat map, surface plot, and contour lines of the same data
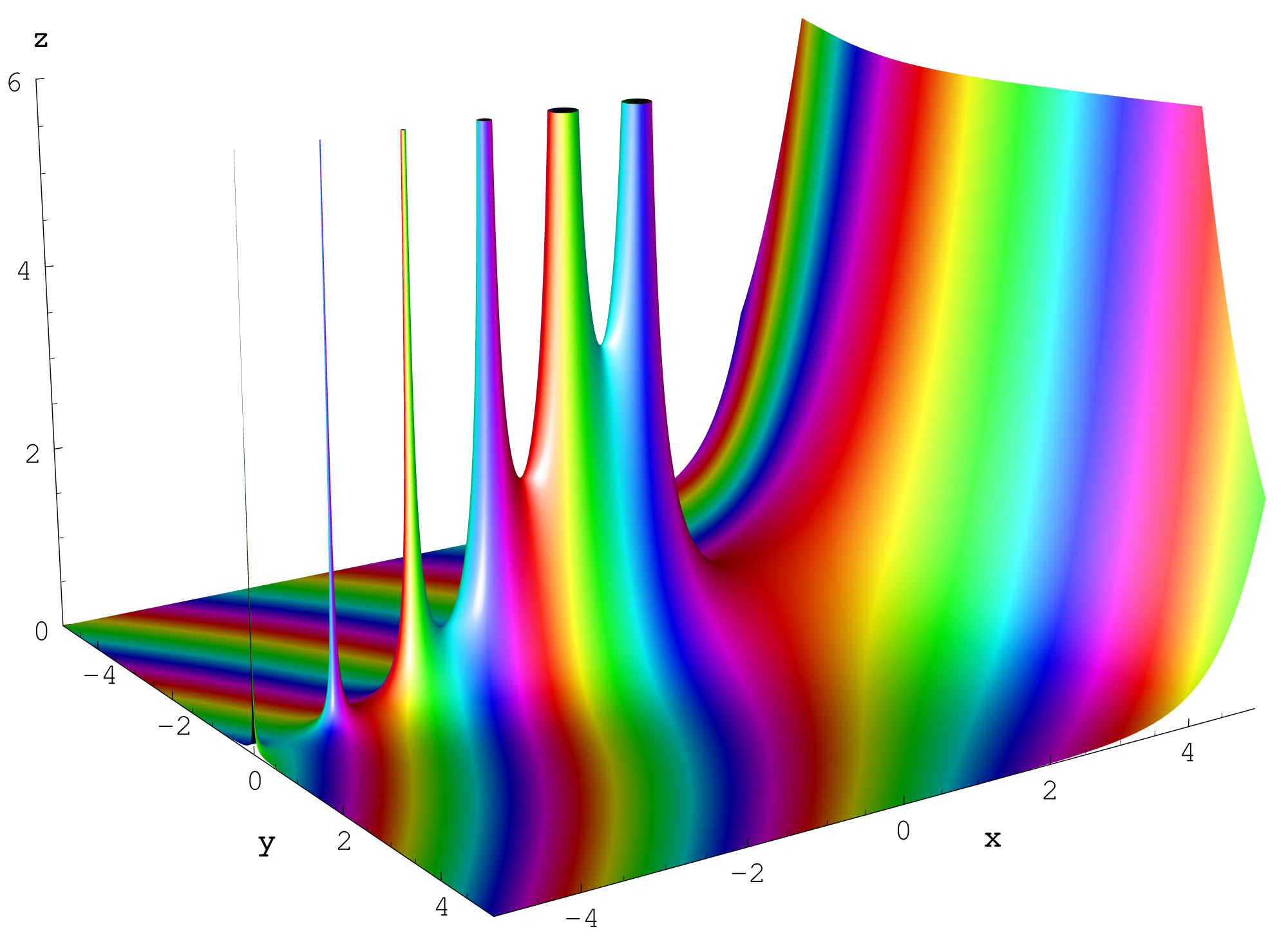
Combination of surface plot and heatmap, where the surface height represents the amplitude of the function, and the color represents the phase angle.
Score of each contiguous region of a دارت (not to scale)

## پیاده‌سازی‌های نقشه رنگی
نقشه رنگی در بسیاری از نرم‌افزارهای تحلیل اطلاعات و اکثر زبان‌های برنامه‌نویسی پیاده‌سازی شده‌است. در ادامه به معرفی برخی از این پیاده‌سازی‌ها می‌پردازیم:
- PermutMatrix یک فضای کار گرافیکی با داده‌های عددی است، که چندین روش مختلف برای سازماندهی مجدد اطلاعات یک مجموعه دادهٔ عددی ارائه می‌دهد.
- NeoVision Hypersystems، سیستمی برای نمایش و پردازش اطلاعات مالی به‌صورت بی‌درنگ است، که به بیش از ۵۰٬۰۰۰ کاربران هم‌زمان را پشتیبانی می‌کند.
- R، یک محیط نرم‌افزاری رایگان برای محاسبات آمار است.
- Gnuplot، یک برنامه رسم نمودار رایگان است که از طریق خط فرمان می‌توان با آن کار کرد. این برنامه می‌توانید نقشه رنگی 2D و 3D ایجاد کند.